# Мелеагр

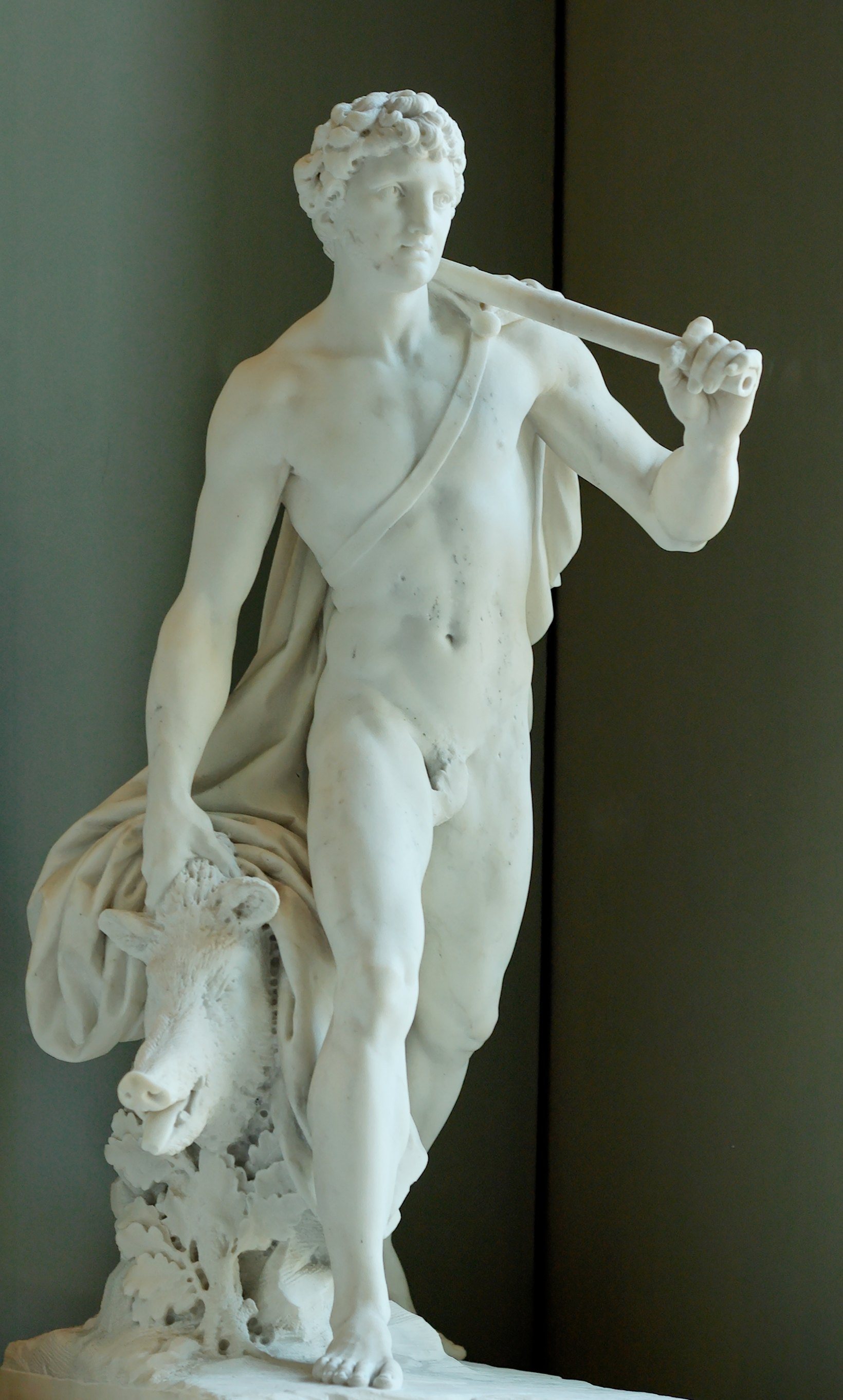
Мелеагр с калидонским вепрем

Мелеа́гр (др.-греч. Μελέαγρος) — в греческой мифологии — этолийский герой, сын калидонского царя Ойнея и его жены Алфеи (либо сын Алфеи от Ареса). Участник похода аргонавтов. Центральный персонаж Калидонской охоты. Победитель в метании копья на погребальных играх по Пелию . Упоминается в «Илиаде».

## Рождение
По мифу, после рождения Мелеагра Алфее было предсказано, что её сын умрет, как только догорит полено в очаге; Алфея немедленно выхватила полено и спрятала в сундук.

## Участие в Калидонской охоте и последующие события
Однажды, когда царь Ойней, отец Мелеагра, участвовал в празднике урожая, он принёс благодарственные жертвы всем богам, но забыл про богиню охоты Артемиду. Оскорблённая Артемида в отместку наслала на Калидон чудовищного вепря, который губил урожай, выворачивал с корнем деревья, убивал скот и людей.
Мелеагр решил разделаться с этим чудовищем и пригласил себе в помощь прославленных героев, вместе с которыми он участвовал в походе аргонавтов: Кастора и Полидевка, Тесея, Ясона, Иолая, Пирифоя, Пелея, Теламона и других. Во время охоты у Мелеагра возник роман с Аталантой. После тяжёлой облавы, в ходе которой вепрь смертельно ранил Анкея, Аталанте удалось поразить его стрелой, а затем обессиленного вепря добил своим копьём Мелеагр. Копьё, которым убил вепря, он посвятил Аполлону и поместил в храме Аполлона в Сикионе.
В ходе возникшего спора из-за шкуры зверя, которую должен был получить наиболее отличившийся, Мелеагр присудил трофей Аталанте, но у девушки отнял его Плексипп, дядя Мелеагра по матери. Взбешенный Мелеагр убил Плексиппа и двух его братьев. Согласно другому описанию, производя раздел добычи, он взял себе голову и шкуру, но Артемида посеяла раздор среди героев, и куреты и сыновья Фестия потребовали себе половину, и Мелеагр убил сыновей Фестия.
По одной версии Алфея, разгневавшись из-за гибели брата, бросила полено в огонь и умертвила сына; но затем, в раскаянии, повесилась, а сестры Мелеагра, оплакивавшие брата, были превращены Артемидой в цесарок.
По другой версии, изложенной Гомером в «Илиаде», из-за шкуры калидонского вепря возникла война между калидонцами и жителями соседнего города Плеврона. В этой войне Мелеагр убил одного или двух из братьев Алфеи, навлек этим ее проклятие и, огорченный и разгневанный проклятием матери, оставался дома, отказываясь защищать город, царицей которого была его мать, хотя враги подступили к самому Калидону. Сдавшись затем на уговоры своей жены Клеопатры, он выступил против врагов, прогнал их, но сам погиб. В поэмах «Великие Эои» и «Миниаде» одинаково сказано, что Аполлон пришел на помощь куретам против этолийцев и убил Мелеагра.

## Деянира
Душу Мелеагра в царстве Аида встретил Геракл, сошедший туда для совершения подвига похищения Цербера, и Мелеагр просил Геракла жениться на своей сестре Деянире, чтобы она не осталась без защиты. Геракл обещал это другу и выполнил просьбу.

## Мелеагр в других сочинениях
Сказание о головне впервые встречается в драме Фриниха «Плевронянки».
В поэме Гесиода «Сошествие Пирифоя» излагалась беседа Пирифоя и Тесея с Мелеагром.
Мелеагр — действующее лицо трагедии Софокла «Мелеагр» (фр.401 Радт), трагедии Еврипида «Мелеагр», трагедии Антифонта «Мелеагр», трагедии «Мелеагр» Сосифана Сиракузского.
Алфее и Мелеагру были посвящены 6 комедий, включая «Мелеагр-раб» Ринфона.